# Courlac
Courlac é uma comuna francesa na região administrativa da Nova Aquitânia, no departamento de Charente. Estende-se por uma área de 6,58 km². Em 2010 a comuna tinha 58 habitantes (densidade: 8,8 hab./km²).